# Grundby sand en Kullersta sand
Grundby sand en Kullersta sand (Zweeds: Grundby sand och Kullersta sand) is een småort in de gemeente Eskilstuna in het landschap Södermanland en de provincie Södermanlands län in Zweden. De plaats heeft 92 inwoners (2005) en een oppervlakte van 62 hectare. Het småort bestaat eigenlijk uit twee plaatsen Grundby sand en Kullersta sand.